# Brandy Aniston

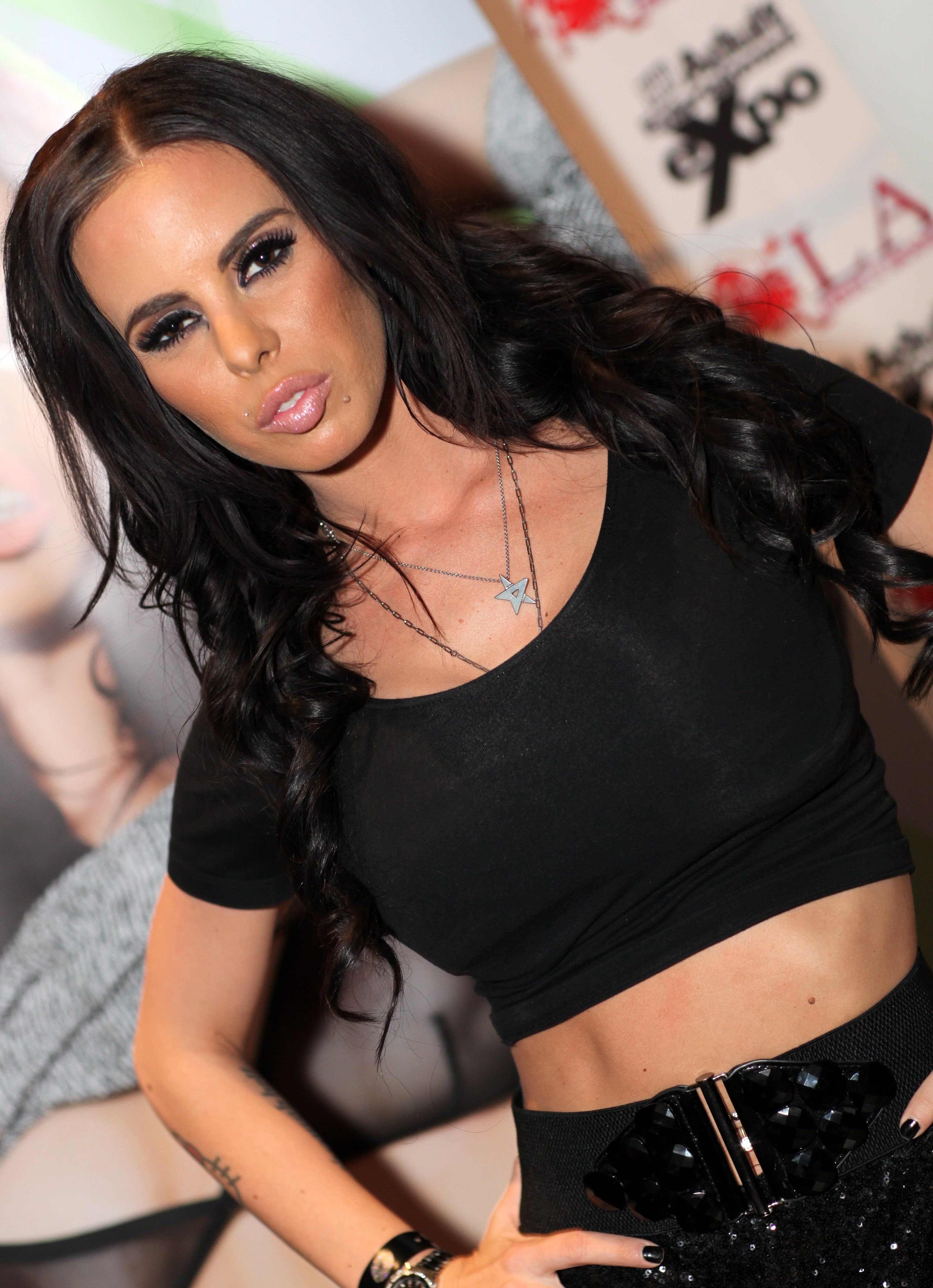
Brandy Aniston (2013)

Brandy Aniston (* 19. Oktober 1986 als Heather Noel Levinger in Huntington Beach, Kalifornien) ist eine US-amerikanische Pornodarstellerin.

## Leben
Brandy Aniston ist im Musikvideo City of Angels von Thirty Seconds to Mars zu sehen, in dem auch Kanye West, Selena Gomez, James Franco, Juliette Lewis und Shaun White auftreten.

## Filmografie (Auswahl)
Die Internet Adult Film Database (IAFD) listet bis heute (Stand: Dezember 2023) 420 Filme, in denen sie mitgespielt hat.
- Tonight’s Girlfriend 33
- Fishnets 12
- Wanderlust (2013)
- Not the Wizard of Oz XXX
- Star Wars XXX – A Porn Parody
- The Addams Family XXX
- The Rocki Whore Picture Show: A Hardcore Parody
- Official Basic Instinct Parody
- Ink Stains
- Baby Got Boobs 10
- Kittens & Cougars 9
- Evil Anal 14
- Big Tits in Sports 9, 14
- This Ain’t Homeland XXX
- The Blair Witch Project: A Hardcore Parody
- This Ain’t Conan the Barbarian XXX
- Carwash Orgy
- Big Tits at Work 18
- My Haunted House (Digital Playground)
- Breaking Bad XXX
- Slice Of Heaven (Digital Playground)
- The Hunted
- City of Angels (2013) – als Heather Levinger

## Auszeichnungen
| Jahr | Preis      | Award                                                            | Film                     |
| ---- | ---------- | ---------------------------------------------------------------- | ------------------------ |
| 2013 | AVN Award  | Unsung Starlet of the Year                                       |                          |
| 2013 | XBIZ Award | Best Scene (Parody Release) (mit Eve Laurence und Dick Chibbles) | Star Wars XXX            |
| 2014 | AVN Award  | Best Supporting Actress                                          | Not the Wizard of Oz XXX |